# سرجس ياباني
سرجس ياباني (الاسم العلمي:Sargassum nipponicum) هو نوع من الطلائعيات يتبع جنس السرجس من فصيلة السرجسية.